# Cerkiew łemkowska

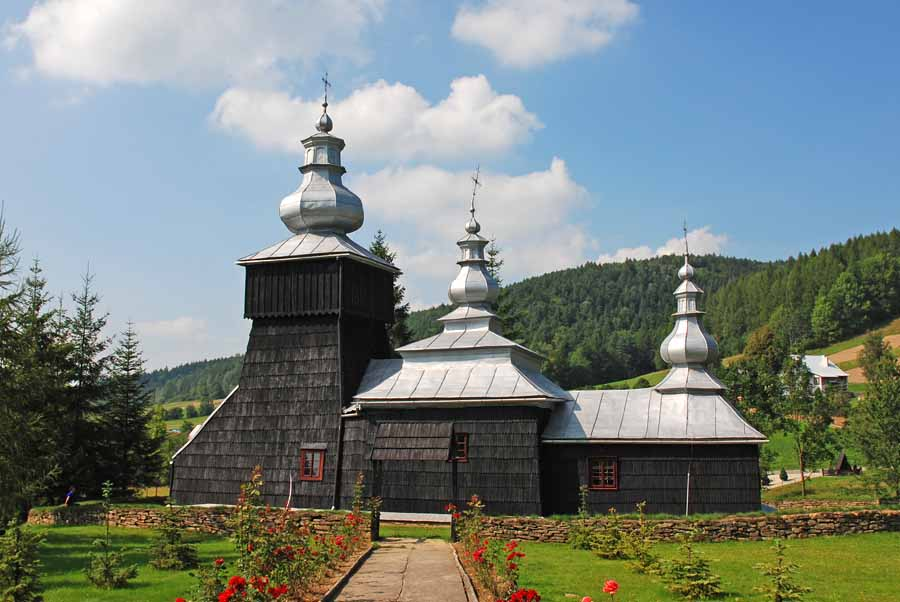
Osiemnastowieczna cerkiew św. Dymitra w Czarnej

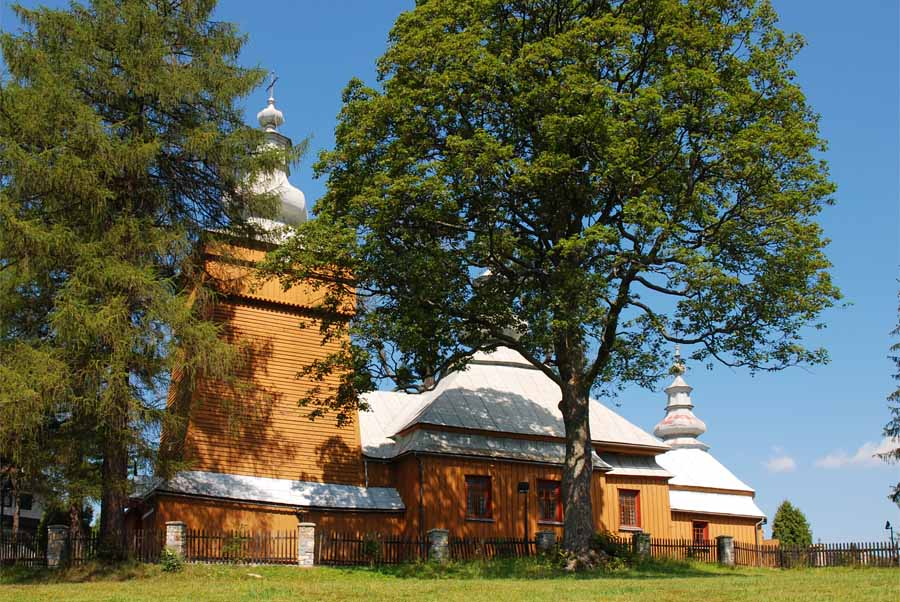
Cerkiew św. Michała Archanioła w Mochnaczce

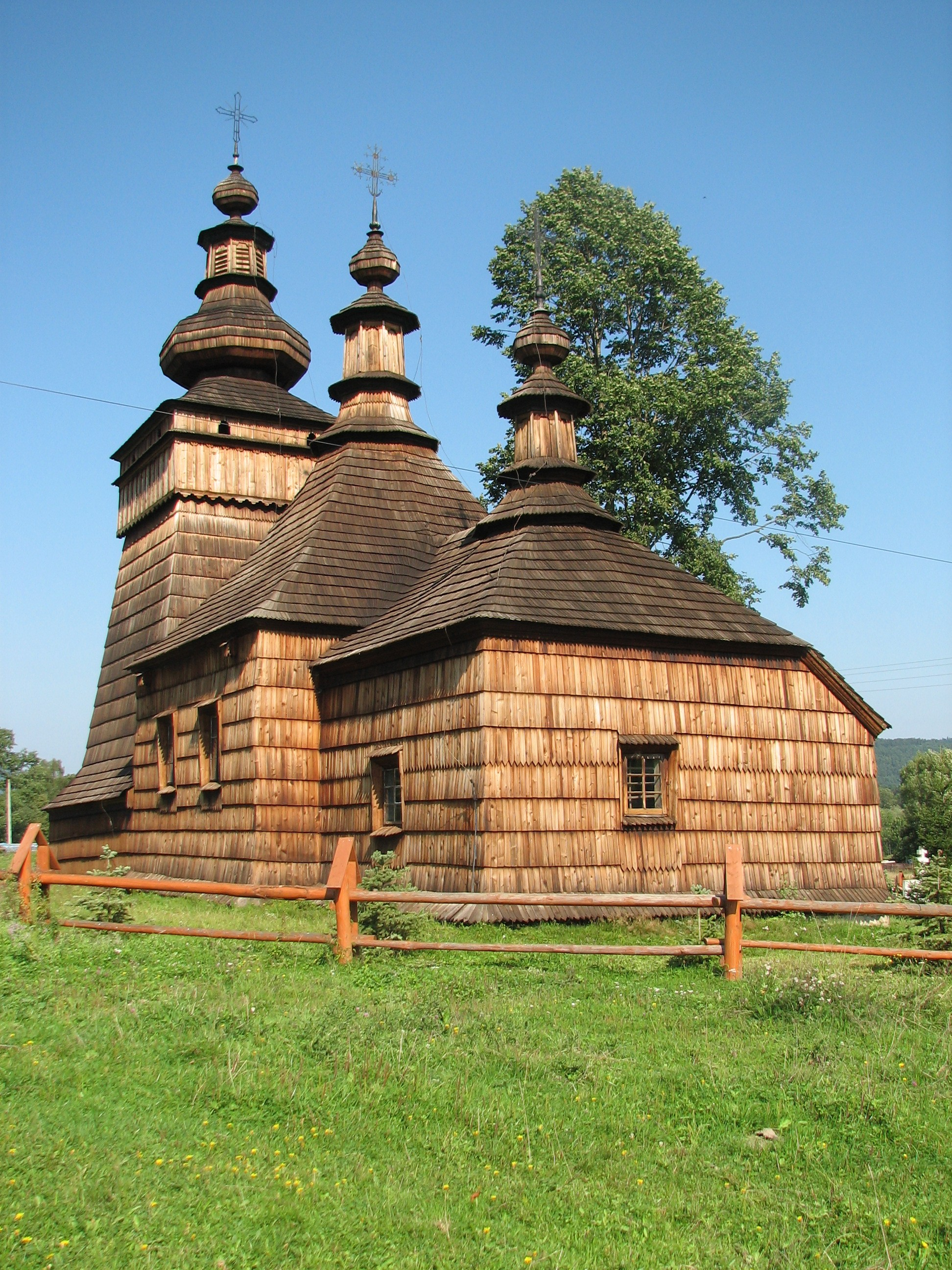
Cerkiew św. św. Kosmy i Damiana w Skwirtnem

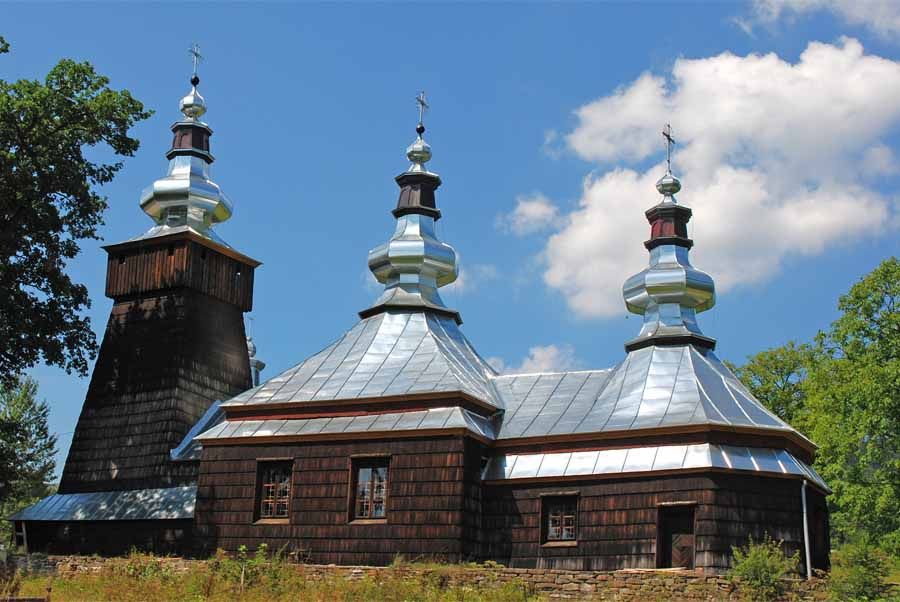
Cerkiew św. św. Kosmy i Damiana w Bereście

Cerkiew łemkowska – typ architektoniczny cerkwi występujący na obszarze zamieszkiwanym pierwotnie przez Łemków w Karpatach. Wyróżnia się kilka jego wariantów wykształconych na przestrzeni ostatnich stuleci.

## Ogólne cechy cerkwi łemkowskich
Łemkowie tradycyjnie wznosili cerkwie z drewna, dopiero po XVIII wieku pojawiły się nowe materiały budowlane: cegła i kamień. Pierwotny typ cerkwi łemkowskiej, uformowany na przełomie XVI i XVII wieku, zakładał trójdzielność świątyni na prezbiterium, nawę i babiniec (przedsionek), co odpowiadało podziałowi wszechświata na przestrzeń boską, ludzi, którzy do niego dążą i grzeszników. Wszystkie te komponenty (niekiedy rezygnowano z takiego rozwiązania w przypadku babińca) były zwieńczane dachem namiotowym łamanym uskokowo, co odpowiadało kopule murowanej cerkwi. Prezbiterium zwyczajowo ma w cerkwi łemkowskiej kształt kwadratowy lub oktagonalny, nawa główna – kwadratowy lub prostokątny. Cerkwie łemkowskie były kryte gontem i często zapożyczały z kościołów tradycji łacińskiej sygnaturki lub niewielkie hełmy o formach zbliżonych do barokowych. Innym powszechnym nawiązaniem do architektury zachodniej było wznoszenie dzwonnic od zachodu, ponad wejściem do cerkwi, zamiast wznoszenia wolnostojących konstrukcji. Wieże te również były wykańczane kopułami o cechach renesansowych lub barokowych. Każda z wież była wykańczana krzyżem. Te elementy zwieńczające, bardzo bogato zdobione w najstarszych cerkwiach łemkowskich, w XVIII stuleciu i później stają się o wiele skromniejsze.
Również wiek XIX przyniósł uproszczenia w konstrukcji cerkwi łemkowskich, w których zaczęto stosować dachy kalenicowe i ograniczać wyraźny podział między babińcem i nawą. W tym okresie na Łemkowszczyznę zaczęły przenikać wzorce austriackie, których najbardziej typowym elementem była wieża w kształcie prostopadłościanu. Rzadko pojawiały się również cerkwie murowane.

## Warianty cerkwi łemkowskich
Pierwotny model cerkwi łemkowskiej ulegał licznym przekształceniom, na które wpływ miały kontakty danej społeczności łemkowskiej z innymi tradycjami kulturalnymi i asymilowanie ich elementów. Mimo tego wszystkie cerkwie łemkowskie wyraźnie zachowywały swoje podstawowe cechy pozwalające na ich odróżnienie od innych typów architektonicznych cerkwi karpackich. Jeden z podziałów wskazuje typ cerkwi zachodniej i wschodniej Cerkiew zachodnia jest wyróżniana dzięki obecności wieży od strony zachodniej i trzech namiotowych dachów z hełmami ponad wszystkimi komponentami cerkwi, zbudowanymi na planie czworoboku. Cerkiew wschodnia, zwana też od doliny Osławy osławską, posiada dzwonnicę wolnostojącą, i wszystkie części równej wysokości. Funkcjonuje również bardziej szczegółowy podział na typ północno-zachodni, północno-wschodni, północny, południowo-zachodni i południowo-wschodni.
W granicach obecnej Polski znajduje się obecnie 69 cerkwi łemkowskich.